# Oncopsis despectus
Oncopsis despectus är en insektsart som beskrevs av Walker 1870. Oncopsis despectus ingår i släktet Oncopsis och familjen dvärgstritar. Inga underarter finns listade i Catalogue of Life.